# جوني رودريغيز
جوني رودريغيز (25 سبتمبر 1973 أندورا لا فيلا أندورا - ) هو لاعب كرة قدم أندوري، يلعب كمدافع.

## مسيرته

### مسيرته مع المنتخبات الوطنية
- 1996 - 1997 لعب مع منتخب أندورا لكرة القدم مباراتين.

## روابط خارجية
- جوني رودريغيز على موقع قاعدة بيانات كرة القدم.إي يو (الإنجليزية)
- جوني رودريغيز على موقع ناشيونال فوتبول تيمز (الإنجليزية)
- جوني رودريغيز على موقع عالم كرة القدم.نت (الإنجليزية)